# St. John’s Beacon

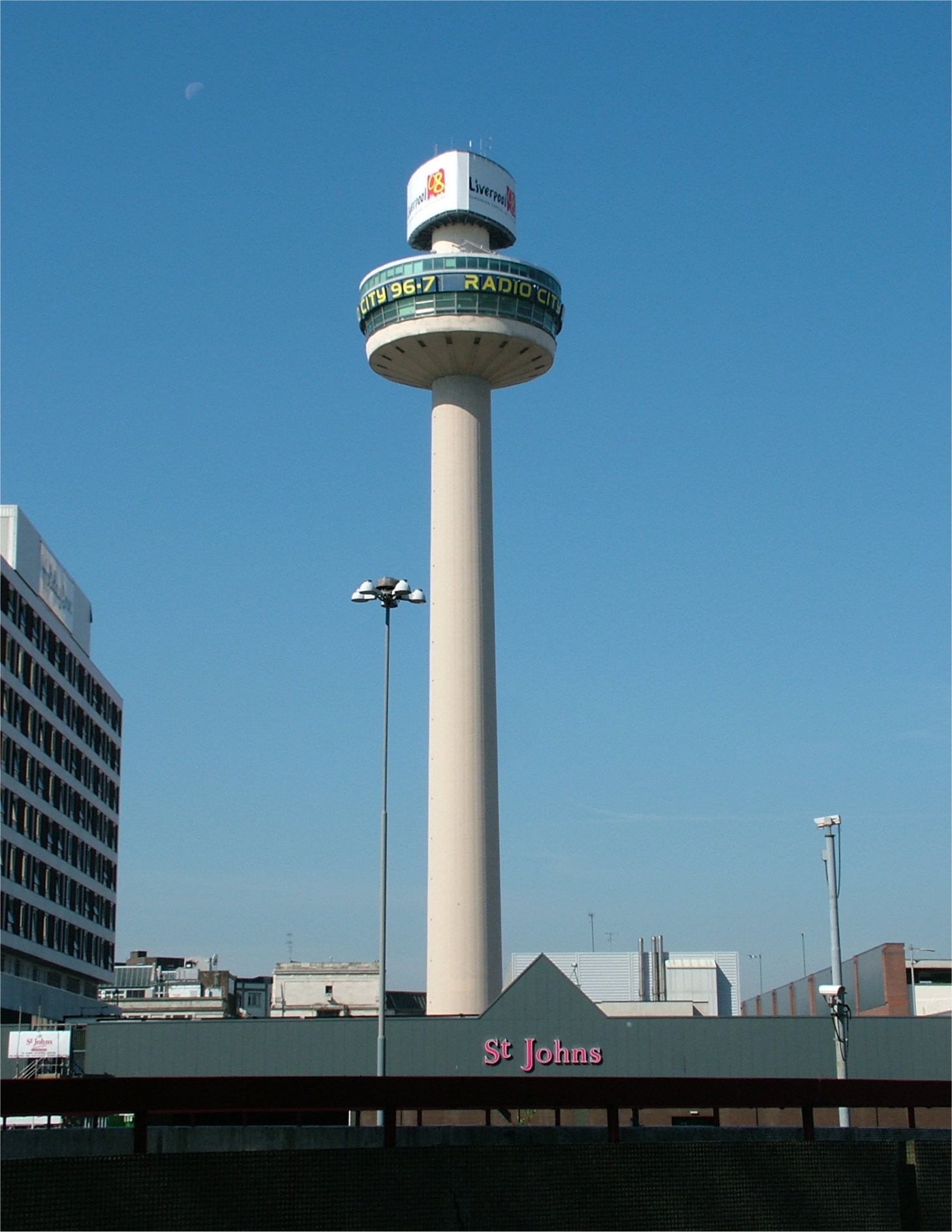
St. John’s Beacon

St. John’s Beacon ist der Name eines Abluftkamins eines Einkaufszentrums in Liverpool, der über einen Turmkorb mit Besucherbereich verfügt und Sendeantennen auf der Spitze trägt und häufig fälschlicherweise als Fernsehturm bezeichnet wird. Er ist 133 Meter hoch und wurde im Jahr 1965 gebaut. Nahe der Spitze des Turms befand sich in den ersten Jahren ein rotierendes Restaurant und darüber eine Aussichtsplattform.

## Geschichte
In den ersten Jahren nach Inbetriebnahme hörte das Restaurant auf zu rotieren, als die Hauptlager der Dreheinrichtung auf dem Turm blockierten. Das Restaurant und die Aussichtsplattform auf dem Turm wurden nach einem Brand des am Fuße des Turms gelegenen Einkaufszentrums 1977 geschlossen, da der Aufzug Schaden nahm.
Im August 2000 zog der Lokalsender Radio City 96.7 (Bauer Media) in den Turm ein. Seit 2001 wurden die Räumlichkeiten des Restaurants zu Studios und die Aussichtsplattform zu Büro und Konferenzräumen umgebaut. Auf der Spitze des Turms sind heute neben den Antennenanlagen für das Digital Audio Broadcasting Multiplex für Liverpool auch Werbetafeln installiert. 